# Arlington, Washington
Arlington är en stad (city) i Snohomish County i delstaten Washington. Vid 2010 års folkräkning hade Arlington 17 926 invånare.

## Kända personer från Arlington
- Rick Larsen, politiker